# Thaumalea waha
Thaumalea waha är en tvåvingeart som beskrevs av Arnaud och Boussy 1994. Thaumalea waha ingår i släktet Thaumalea och familjen mätarmyggor.
Artens utbredningsområde är Idaho. Inga underarter finns listade i Catalogue of Life.